# Roman Haubenstock-Ramati
Roman Haubenstock - desde 1943 Roman Haubenstock-Ramati (en hebreo: רוֹמן האובּנשׁטוֹק-רָמָתִי, Tonie, 27 de febrero de 1919-Viena, 3 de marzo de 1994) fue un profesor y compositor musical activo en Cracovia, Tel Aviv y Viena. También se dedicó al diseño y la pintura.
Nació en Tonie (un pueblo cerca de Cracovia, al que se incorporó recién en 1941). Obtuvo su certificado de estudios secundarios en el II State Gimnasia im. St. Jacinto en 1937 en Cracovia. Después estudió composición, teoría musical, violín y filosofía] en Cracovia y Leópolis de 1937 a 1940, con profesores como Artur Malawski y Józef Koffler.
En 1939, su familia huyó de los alemanes a Lviv, que se incorporó a la Unión Soviética como resultado del Pacto Hitler-Stalin. Debido a su multilingüismo, fue arrestado poco antes de la invasión alemana de la Unión Soviética en 1941 por cargos de espionaje y deportado a Tomsk vía Odessa. Allí fue amnistiado para unirse al Ejército Polaco del General Władysław Anders y llegó a Palestina con el 2º Cuerpo Polaco.
Permaneció aquí durante varios años y en 1943 tomó la segunda parte de su apellido "Ramati" - a partir de entonces apareció como Roman Haubenstock-Ramati.
Después de regresar a Polonia trabajó en el departamento musical de Radio Cracovia de 1947 a 1950 y desde 1950 como profesor y bibliotecario de la Academia de Música de Tel Aviv. En 1957 obtuvo una beca de seis meses para la Academia de Música concreta y desde 1958 fue editor de música nueva para la Universal Edition de Viena. Además fue ponente en varios coloquios y seminarios en Tel Aviv, Estocolmo, Darmstadt, Bilthoven o Buenos Aires, y desde 1973 profesor en la Musikhochschule de Viena.